# Megachile lateritia
Megachile lateritia är en biart som beskrevs av Smith 1858. Megachile lateritia ingår i släktet tapetserarbin, och familjen buksamlarbin. Inga underarter finns listade i Catalogue of Life.